# Massacre de Simele
O Massacre de Simele (em siríaco:  ܦܪܡܬܐ ܕܣܡܠܐ pramta d-Simele, em árabe: مذبحة سميل maḏbaḥat Summayl) foi um massacre cometido pelas forças armadas do Reino do Iraque durante um ataque sistemático contra os assírios no norte do Iraque em agosto de 1933. O termo é usado para descrever não só o massacre em Simele, mas também a matança que aconteceu entre os 63 vilarejos assírios nos distritos de Dohuk e Mossul que levaram à morte dentre 600  e 3000  assírios.
O povo assírio no momento estava emergindo de um dos períodos mais negros de sua história. Durante o Genocídio Assírio durante e após a Primeira Guerra Mundial, mais da metade de sua população foi massacrada pelos turcos otomanos e curdos.
O termo "genocídio" foi cunhado por Raphael Lemkin, que foi diretamente influenciado pela história deste massacre e do genocídio armênio.